# Josef Abel
Josef Abel (født 22. august 1764 i Aschach an der Donau i Oberösterreich, død 4. oktober 1818 i Wien) var en østrigsk historiemaler.
Blandt hans værker er Antigone, knælende ved sin broders lig; Cato, da han øjeblikket før sit selvmord lader slaven række sig sværdet; Prometheus lænket til klippen; Sokrates. Abel arbejdede også med raderinger.